# Antraciklin
Antraciklini (ali antraciklinski antibiotiki; oznaka ATC: L01DB) so skupina učinkovin proti raku, ki izvirajo iz naravnih spojin, ki jih proizvajajo bakterije iz rodu Streptomyces. Že ime kaže, da imajo antraciklini protibakterijski učinek, torej ubijajo bakterije oziroma zavrejo njihovo rast, vendar se zaradi prevelike toksičnosti v te namene pri ljudeh ne uporabljajo.
Antraciklini se uporaljajo za zdravljenje raznih vrst raka, vključno z levkemijami, limfomi, rakom dojke, materničnim rakom, rakom jajčnika in različnimi vrstami pljučnega raka.
Antraciklini so med najučinkovitejšimi protirakavimi učinkovinami. Delujejo na najširši spekter rakavih obolenj med vsemi protitumornimi zdravili. Poglavitni neželeni učinki so škodljivo delovanje na srce (kar omejuje njihovo uporabo) in bruhanje.
Prvi antraciklinski antibiotik, ki so ga odkrili, je bil daunorubicin, ki ga proizvaja bakterija Streptomyces peucetius, vrsta aktinobakterij. Nedolgo za tem so razvili doksorubicin, nato so sledile še druge sorodne učinkovine. V zadnjem času so na trgu tudi antraciklini, vgrajeni v liposome, kar zmanjša njihove neželene učinke.

## Primeri učinkovin
Predstavniki, ki so na voljo:
- davnorubicin (Daunomycin)
- liposomalni davnorubicin
- doksorubicin (Adriamycin)
- liposomalni doksorubicin
- epirubicin
- idarubicin
- valrubicin, uporabljan le za raka na mehurju

## Mehanizem delovanja
Antraciklini delujejo na tri načine:
1. Zavrejo podvojevanje DNK in sintezo RNK, ker se interkalirajo med bazne pare v DNK in RNK. Zato preprečujejo hitro delitev rakavih (in tudi drugih) celic.[5]
2. Zavrejo delovanje encima topoizomeraze II in tako preprečijo relaksacijo dodatno zvite DNK in s tem prepisovanje in podvojevanje DNK.
3. Povzročijo tvorbo prostih kisikovih radikalov, ki poškodujejo DNK in celične membrane.[5]